# Anchamps
Anchamps är en kommun i departementet Ardennes i regionen Grand Est (tidigare regionen Champagne-Ardenne) i nordöstra Frankrike. Kommunen ligger  i kantonen Revin som ligger i arrondissementet Charleville-Mézières. År 2022 hade Anchamps 215 invånare.

## Befolkningsutveckling
Antalet invånare i kommunen Anchamps
Referens: INSEE

## Galleri

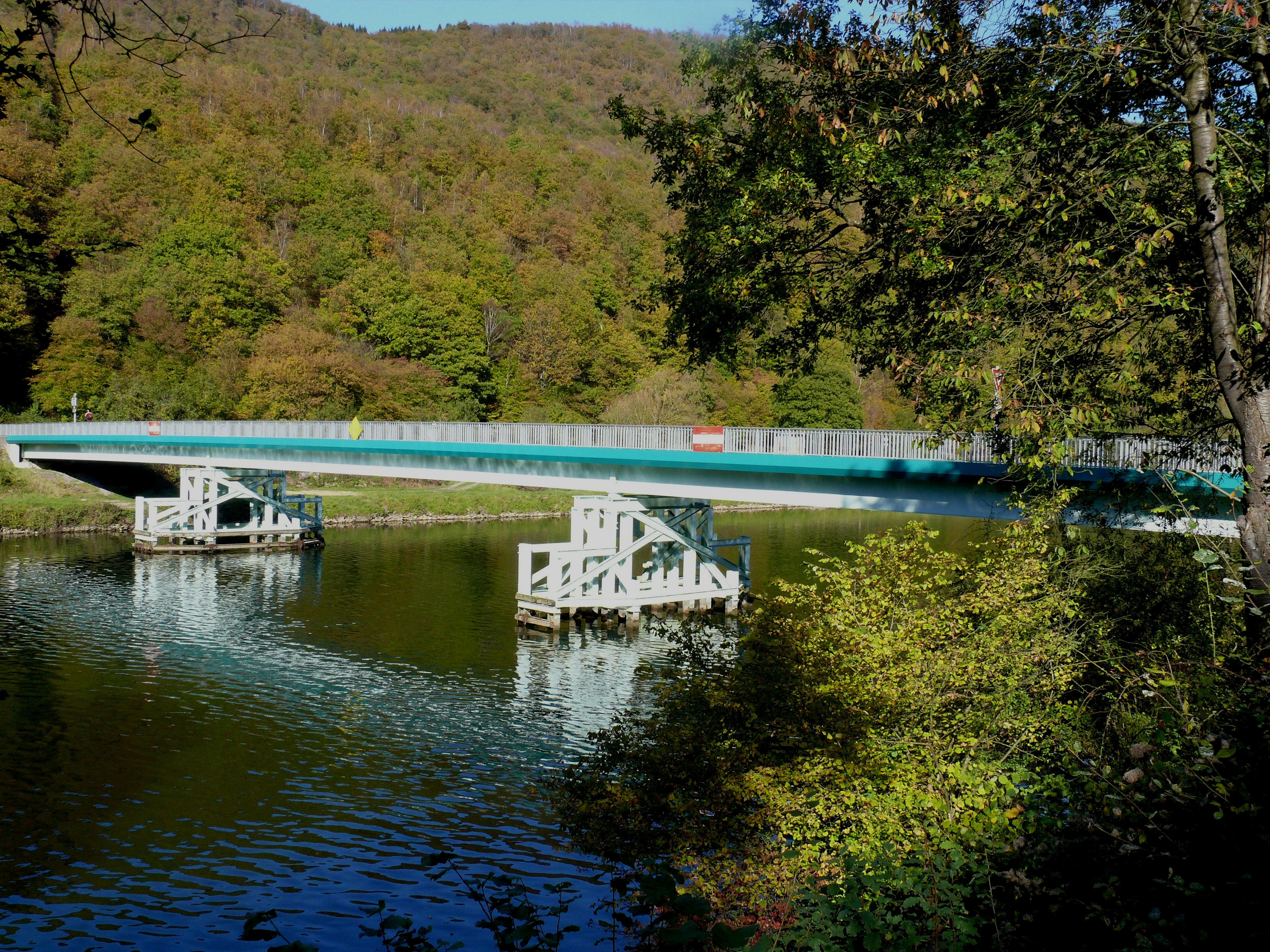
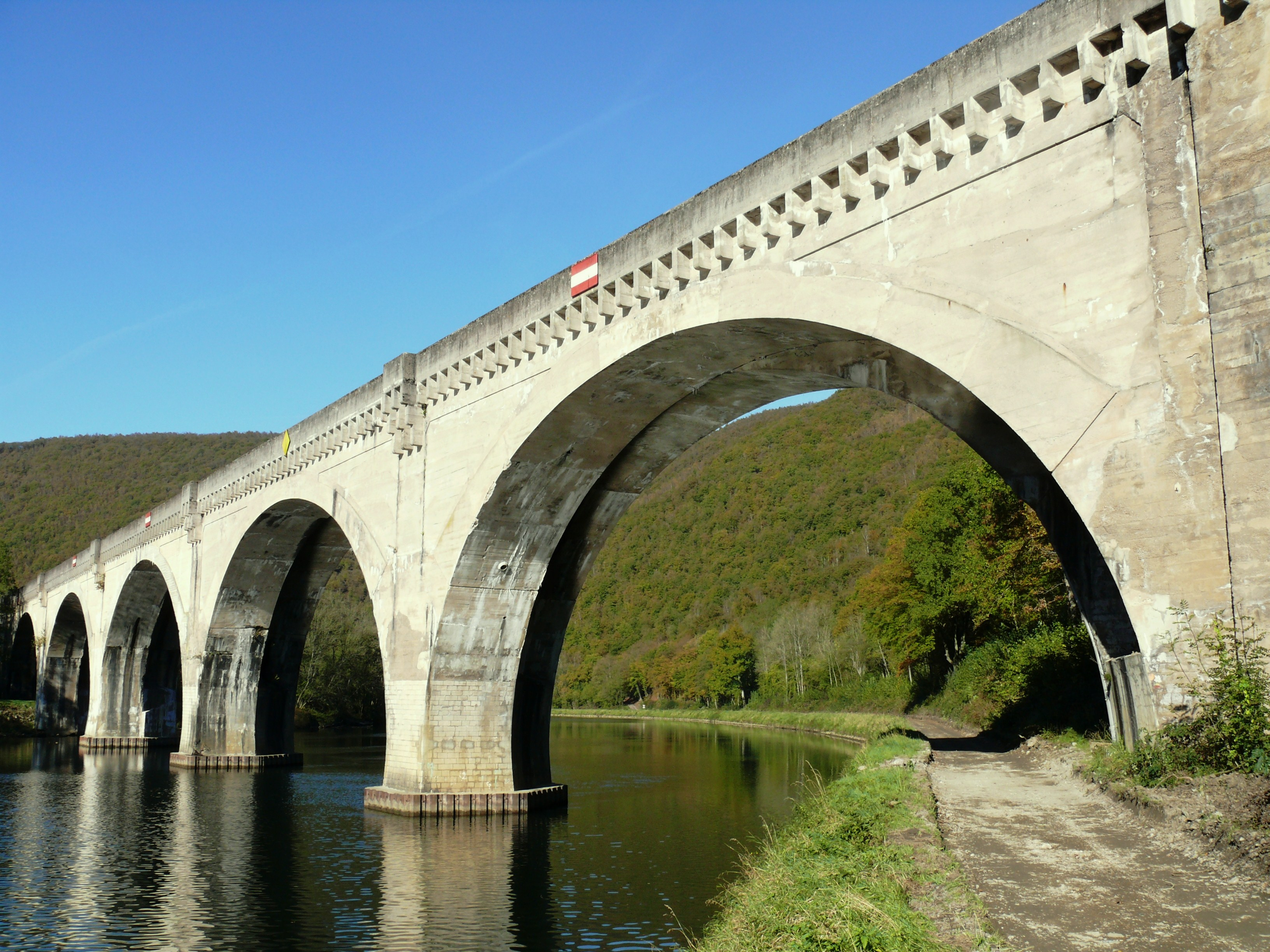